# Jovem Pan FM Barreiras
Jovem Pan FM Barreiras é uma emissora de rádio brasileira sediada em Barreiras, cidade do estado do Bahia. Opera no dial FM 89.5 MHz, originada da migração AM-FM e é afiliada da Jovem Pan FM. Pertence ao Grupo Antônio Balbino de Comunicação, que também controla a Band FM Barreiras. Seus estúdios estão localizados no bairro Vila Dulce, e seus transmissores estão na Fazenda Água Doce, no km 4 da Rodovia BA-455.

## História
A Rádio Barreiras foi fundada em 27 de julho de 1983, na faixa de AM 790, operando com 10 kW de potência. Foi a primeira emissora de rádio a operar em AM, sendo a Rádio Vale, a segunda que foi fundada em janeiro de 1985. A inauguração contou com presenças de políticos como o ex-governador João Durval, o deputado Antônio Carlos Magalhães, entre outros. O oeste da Bahia, se tornou uma das regiões mais ricas do estado e a comunicação em si, foi a marca para o crescimento das emissoras. A Rádio Barreiras tinha foco em jornalismo e sucessos que marcaram a história do rádio barreirense. Pela emissora já passaram nomes como Gilson Tavares, Nando Cruz, Silvânia Costa, entre outros.
Dos anos 2000 até 2012, a emissora foi integrante da Jovem Pan. Em 2013, passou a ser parceira da Rádio Bandeirantes, em que retransmitia o Jornal Primeira Hora e o período de 12h ás 14h.
Em janeiro de 2020, foi confirmado que a Jovem Pan FM teria afiliada em Barreiras, mas sem frequência definida. No mês de fevereiro, foi confirmado que a afiliada seria na migração da Rádio Barreiras para o FM 89.5. Ainda no mesmo mês começou sua fase experimental na nova frequência com músicas no formato Jovem/POP, enquanto a AM 790 continua com a programação normal até o seu encerramento.
No dia 17 de março, depois de várias semanas de expectativa, a Jovem Pan FM Barreiras estreia oficialmente ao meio-dia, nesse mesmo dia a AM 790 encerrou suas atividades.
Em novembro de 2022, vândalos invadiram e atacaram o parque de transmissão da emissora (a mesma torre comporta os elementos da Band FM Barreiras) na Fazenda Água Doce, deixando ambas foram do ar por tempo indeterminado, logo no período em que as duas transmitiam os jogos da seleção na Copa do Mundo do Catar.